# ألبان إليسون
ألبان إليسون هو سياسي كندي، ولد في 26 يناير 1889، وتوفي في 27 نوفمبر 1974.